# Gancio di trazione

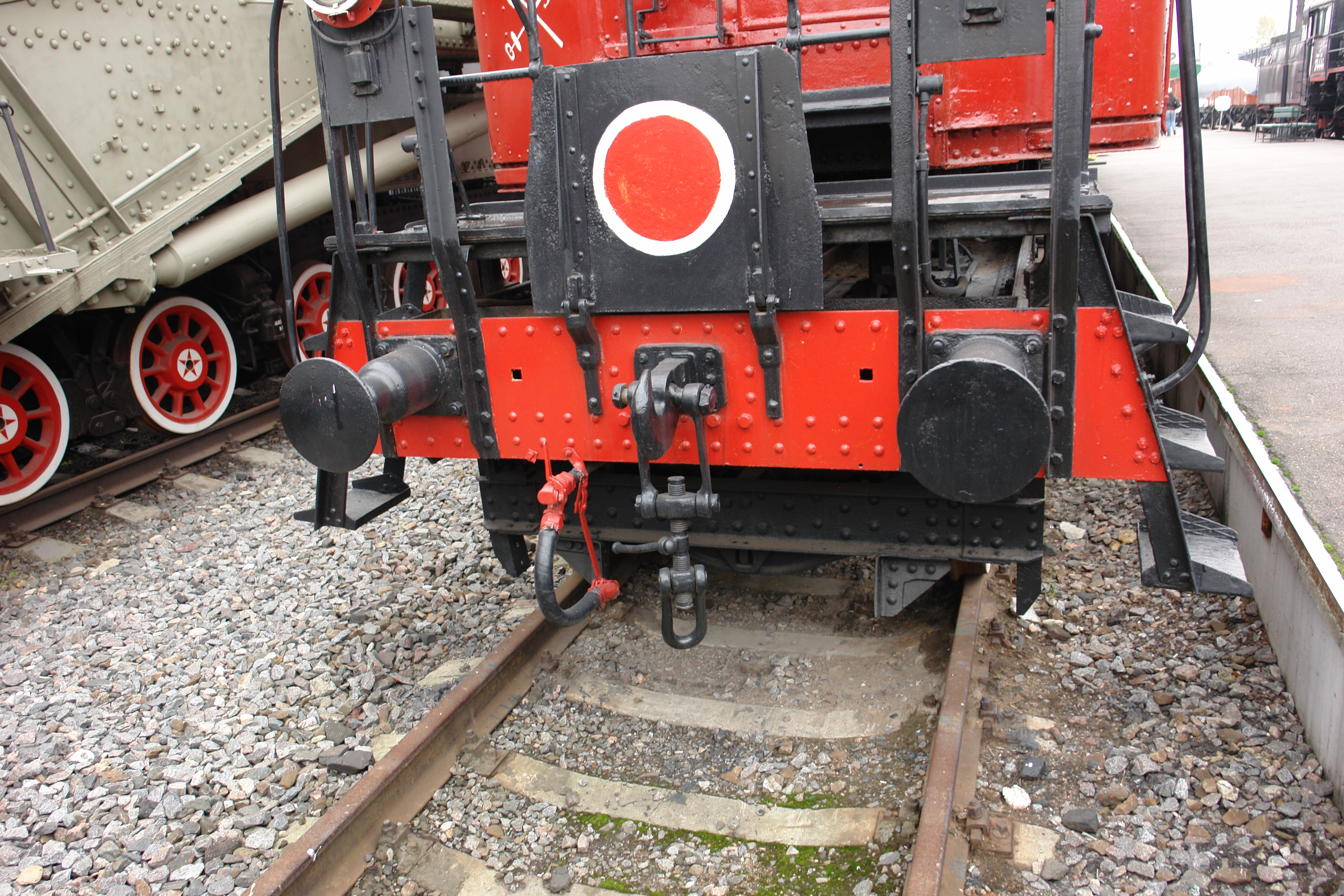
Gancio di trazione classico con respingenti e maglia di catena con vite di serraggio

Il termine gancio di trazione definisce quel particolare organo meccanico che serve a realizzare l'aggancio di un rimorchio ad un altro o ad un'unità di trazione sia essa una locomotiva che un trattore stradale.
Il gancio di trazione assume una tipologia costruttiva differente in relazione al suo impiego. Nella sua forma più semplice ed antica ha la forma di un vero e proprio gancio montato in posizione parallela al suolo. Nel suo utilizzo ferroviario nel tempo e ancor più di recente ha perso quasi del tutto la forma classica per assumerne una più complessa.
Alle origini della tecnologia ferroviaria il gancio di trazione, applicato sulle testate di ogni rotabile, serviva al collegamento dei vagoni tra di loro e con la locomotiva per mezzo di catene a maglie grosse. Presto si dovette realizzare un sistema più efficiente e sicuro dato che tale configurazione produceva urti e scossoni durante la marcia. I veicoli vennero dotati di respingenti e fu costruita una nuova catena composta di due maglie collegate tra loro mediante un sistema a vite che ne permetteva il serraggio fino al contatto tra i respingenti.
Il termine ferroviario di tale attrezzatura è "tenditore a vite".
Il sistema trovò diffusione quasi universale in Europa nel settore ferroviario e nelle tranvie con trasporto di merci.

## Gancio automatico

### Ganci pesanti

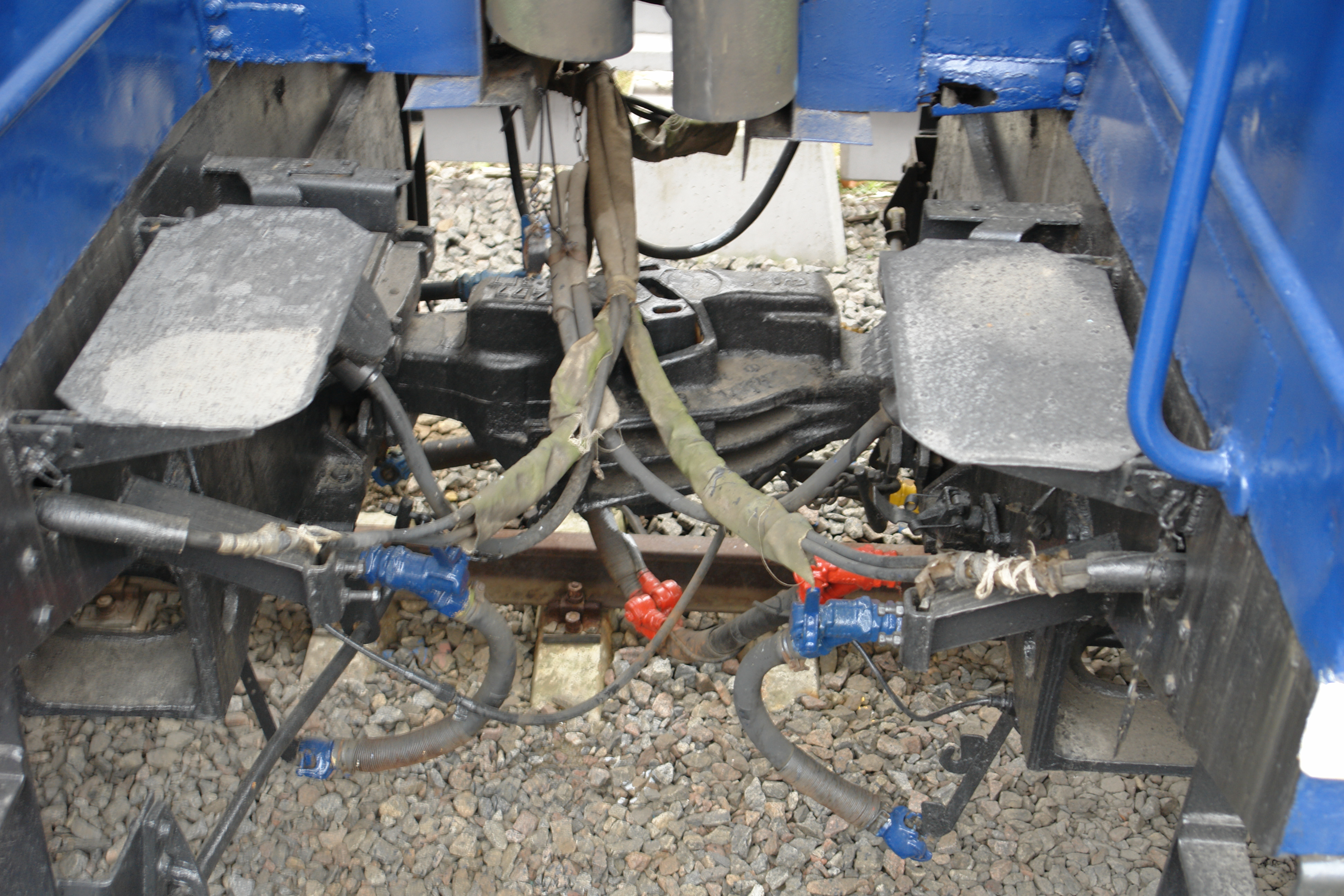
Gancio semiautomatico di tipo russo S-A3, derivato dal Willison.

I ganci pesanti sono progettati in funzione di un elevato tasso di trasporto di merci via ferrovia, nella soluzione semiautomatica, o completamente automatica, con relativamente frequenti necessità di connessione e sconnessione dei carri, sia per motivi di manutenzione che gestione logistica complessa per smistamenti veloci.
Negli Stati Uniti si preferì presto realizzare un particolare tipo di aggancio semiautomatico composto di due unità simmetriche opposte, molto massicce e robuste, che integravano gancio di trazione e respingente, e con le quali l'agganciamento avviene mediante l'avvicinamento deciso dei due rotabili da collegare. Resta manuale la connessione del sistema pneumatico ed il sistema elettrico. Tale tipo di collegamento minimizza i tempi di connessione ed il personale impegnato.
Tale gancio è il più comune in America e in Giappone ed è il semiautomatico tipo Janney a ganasce, o "mascelle": il gancio di trazione AAR, che è adottato dall'inizio del 1900, tale sistema è usato per trazione con carichi impegnativi (treni pesanti e molto lunghi, con possibilità di una frequente veloce ricomposizione dei convogli). Oltre che negli Stati Uniti è adottato in Canada, Messico, Cina, Taiwan, Australia, Nuova Zelanda, Sud Africa, Arabia Saudita, Cuba, Cile, Brasile.
Data la ridotta tecnologia decisa all'origine il gancio, pur essendo robusto, ha problemi di usura e di allineamento, per cui può non fare presa, ed abbisognare di interventi di allineamento manuale.
In Europa nella ex Unione Sovietica, per gli stessi motivi, venne sviluppato un altro gancio semiautomatico derivato dal gancio di trazione Willison a incastro (inglese), migliorato per i maggiori carichi ed ottimizzato per alcuni aspetti; tale gancio è il gancio S-A3 (Sovietico Automatico versione 3), progettato negli anni '30 ma adottato solo nell'immediato dopoguerra. Lo sviluppo del sistema sovietico era giustificato dal fatto che il sistema unificatore della UIC, che doveva ovviare ad alcuni problemi dei sistemi precedenti, non era riuscita a decidere un proprio progetto unificato.
Tale sistema "sovietico" trovò impiego in tutte le ferrovie del sistema sovietico, (poi russo) ed in alcuni tratti in paesi limitrofi.
Negli anni '70 la UIC decise di proporre il gancio di trazione UIC AK69e diretta derivazione migliorata del russo S-A3, e con questo compatibile; il gancio poteva o meno essere reso completamente automatico con connettori laterali per linee pneumatiche ed elettriche.
La soluzione ha trovato pochissime adesioni per il fatto che non era stato previsto integrato un attacco per il gancio a catena, che avrebbe reso possibile un lungo, e quindi dilazionato nel tempo e meno costoso, iter di passaggio di sostituzione nei carri.
Nel 2002 il gancio C-Akv "Compact Automatische kupplung vereinfacht" (Connettore Automatico Compatto Semplificato), derivato dal AK69e, è stato progettato in Germania e messo in prova con i treni pesanti di trasporto di minerali e carbone. Tale gancio conserva la compatibilità con l'S-A3 russo ma è notevolmente più compatto, incorpora nel giunto stesso le connessioni automatiche integrate corrispondenti per le condotte pneumatiche ed elettriche (per cui con giunti dello stesso tipo non è più necessario alcun intervento manuale), e restano possibili in via transitoria le connessioni con gancio a respingenti e catena e connessioni manuali convenzionali per le linee pneumatiche ed elettriche.
Riscontrata una ricorrenza di problemi sia nei ganci, sia americani che russi, consistente in un carente allineamento (soprattutto verticale) dei punti di giunzione, il sistema è stato incentivato con una sporgenza (e relativa cavità) di allineamento che ovvia a tali problemi.

### Ganci leggeri

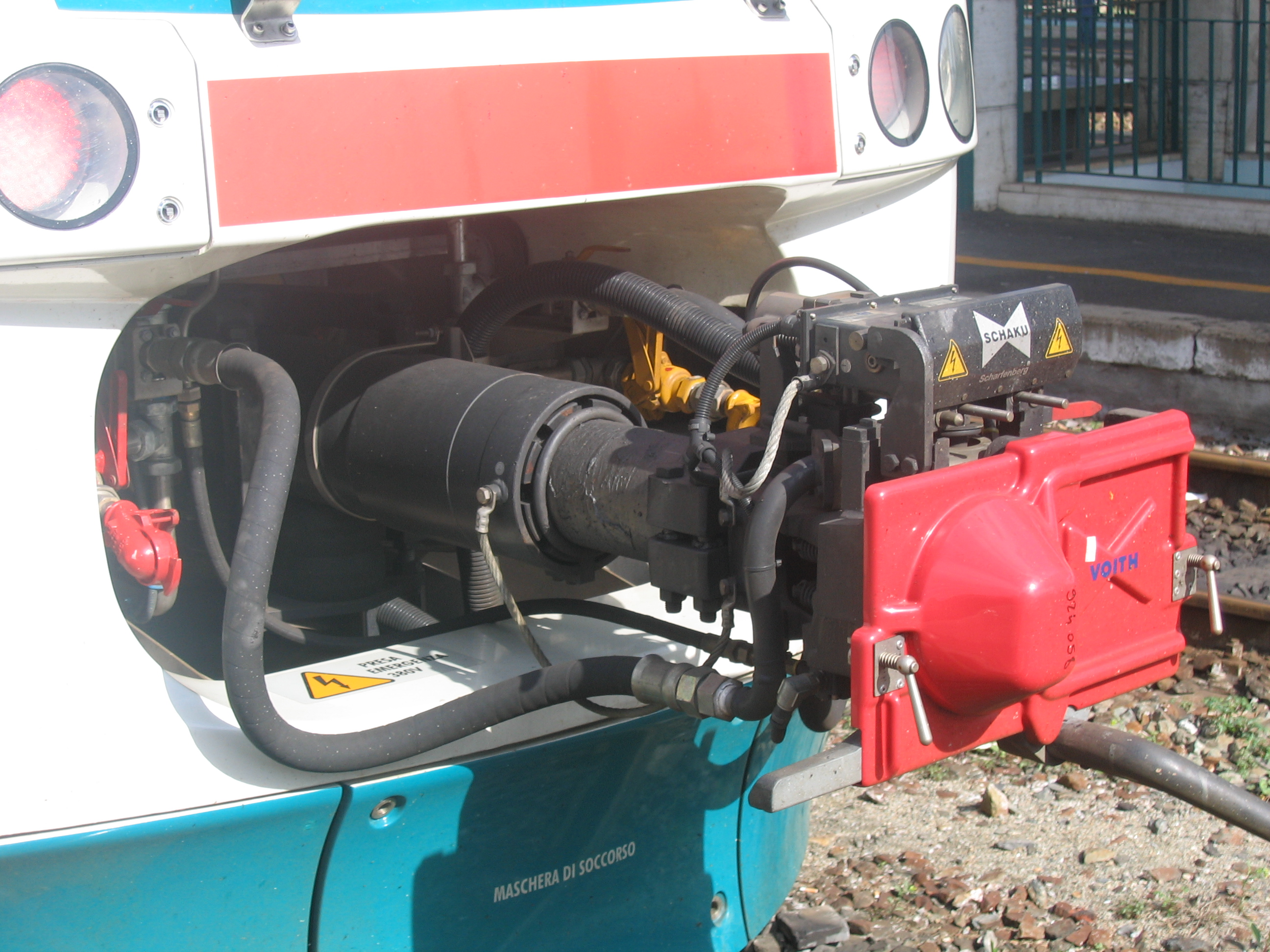
Gancio automatico integrato tipo Scharfenberg

La adozione di ganci leggeri si giustifica nel tentativo di abolire completamente la faticosa operazione della connessione manuale di rotabili con carichi di trazione più modesti, ma a condizioni particolari sia per ridurre i pesi. ma con particolari situazioni quali vibrazioni.
In questo senso sono in adozione sistemi di gancio automatico integrato per automotrici ed elettromotrici, elettrotreni e treni bloccati per Alta velocità. Un tipo di gancio automatico molto diffuso è il Gancio di trazione Scharfenberg, che essendo "completamente automatico" integra in una sola operazione anche i collegamenti pneumatici ed elettrici.